# ماگدالنو مرکادو
ماگدالنو مرکادو (اسپانیایی: Magdaleno Mercado‎; ۴ آوریل ۱۹۴۴ – ۶ مارس ۲۰۲۰) بازیکن فوتبال اهل مکزیک بود.
از باشگاه‌هایی که در آن بازی کرده‌است می‌توان به باشگاه فوتبال اطلس اشاره کرد.
وی همچنین در تیم ملی فوتبال مکزیک بازی کرده‌است.